# Коромыслово (Конаковский район)
Коромыслово — деревня в Конаковском районе Тверской области. Входит в состав Городенского сельского поселения.

## География
Находится в юго-восточной части Тверской области на расстоянии приблизительно 8 км на север от поселка Редкино.

## История
Известна была с 1627—1628 годов как пустошь. В 1710 году уже значится новопоселенной деревней с 2 дворами. В 1859 году учтено 10 дворов, в 1900 — 14. 

## Население
Численность населения: 170 человек (1859 год, 113 (1900), 7 (русские 100 %)в 2002 году, 16 в 2010.